# Louis Grimaldi de Beuil
Louis Grimaldi de Bueil, mort le 5 février 1608 à Nice, est un ecclésiastique qui fut  évêque de Vence de 1560 à 1576.

## Biographie
Louis appartient à la lignée des Grimaldi de Bueil. Il est 3e le fils de René (†  1542), baron de Bueil, seigneur de Val de Masso, et de Thomassine Lascaris de La Brigue. Son frère ainé Honoré II devient gouverneur du comté de Nice en 1560 et colonel commandant d'Armes de la cité. Destiné à l'Église, il est clerc depuis 1522 et protonotaire apostolique lorsqu'il est nommé évêque de Vence après le transfert de son prédécesseur dans le diocèse d'Apt.
Louis Grimaldi assiste au Colloque de Poissy en 1560 et participe aux cessions de 1562-1563 du Concile de Trente. Mais en 1564 il abandonne les « dogmes romains » et adhère aux « hérésies » de Luther et Calvin. Dénoncé au Saint-Siège, il y est convoqué pour répondre de sa conduite. Il est traduit longuement devant l'Inquisition et finalement le 13 avril 1573 il se rétracte à genoux devant le pape Grégoire XIII et les inquisiteurs et accepte la pénitence qui lui est imposée. On lui laisse le choix entre demeurer à Rome ou rentrer dans les États de Savoie et résigner son siège épiscopal. Il se démet de son évêché en 1576, se retire d'abord auprès de son frère à Nice avant d'entrer au service de la maison de Savoie. Il devient  aumonier du duc Emmanuel-Philibert de Savoie puis de son fils Charles-Emmanuel Ier chancelier de l'Ordre de l'Annonciade et grand prieur de l'Ordre des Saints-Maurice-et-Lazare et ambassadeur auprès du roi Henri III de France. Lorsqu'en 1590 Charles-Emmanuel Ier envahi la Provence qu'il veut annexer, il l'accompagne avec les évêques de Riez et de Sisteron et ils participent aux États de Provence réunis par lui à Aix-en-Provence en janvier 1591. C'est Louis Grimaldi qui négocie en 1593 le retrait des troupes savoisiennes avec les représentants des forces royales en Provence. En 1590 il est pourvu de abbaye de Saint-Pons de Nice, bénéfice qu'il résigne en 1606 en faveur de son petit-neveu Honoré Laugieri. Il contribue également à la fondation du monastère Sainte-Claire de Nice.
En 1602, il est fait chevalier de l'Ordre de l'Annonciade et chancelier de l'Ordre de Savoie. 
En 1608, malgré son âge avancé, il veut se rendre à Turin pour assister au chapitre de l'Ordre de l'Annonciade mais il tombe malade à Sospel, revient à Menton et de là, par mer, à Nice où il meurt le 5 février 1608 et est inhumé à Saint-Pons après avoir survécu à deux de ses successeurs dans le diocèse de Vence.

## Héraldique
| Blason | Blasonnement : Commentaires : Écartelé : au 1er et 4e, de gueules à l'étoile à seize rais d'or (Beuil) ; au 2e et 3e : fuselé d'argent et de gueules (Grimaldi) |